# それ!今年のうちにやっときませんか?
『それ!今年のうちにやっときませんか?』はテレビ朝日系列で2021年12月25日に放送された特別番組である。放送時間は土曜23:00 - 翌0:00（JST）。

## 概要
有名人の目標や抱負をテレビ・雑誌・ラジオ・YouTube・SNS・ネット記事、様々な媒体から調べ上げ、大真面目に言った事から軽はずみで言ってしまった事まで全て年内に実行してもらう年末一斉間に合わせバラエティ番組である。

## 出演者

### スタジオ
- MC：バナナマン
- ゲスト：与田祐希（乃木坂46）、大西流星（なにわ男子）、児嶋一哉（アンジャッシュ）、斎藤ちはる（テレビ朝日アナウンサー）

### VTR
- 尾上松也、インディアンス、浜内千波
- 佐々木久美（日向坂46）、きつね、薄幸（納言）
- 空気階段、大久保佳代子（オアシズ）
- 錦鯉
- ニューヨーク、鬼越トマホーク、所英男

## スタッフ
- ナレーション：寺川俊平
- 構成：谷口マサヒト
- ＴＤ／ＳＷ：首藤祥太
- カメラ：桝田茂雄
- ＭＩＸ：平井保
- ＶＥ：木村朋宏
- 照明：大寶学
- 美術：吉居真夏
- デザイン：森みどり
- 美術進行：野口香織
- 大道具：岩崎琢真
- 小道具：小柳沙季
- メイク：川口カツラ
- 編集：山内靖太郎
- MA：寺田朋美
- 音効：林正貴
- 宣伝：栗坂美祐
- 編成：北田暢子、小宮立千
- CG：南治樹
- 美術協力：テレビ朝日クリエイト
- 技術協力：株式会社エイチ・ビー・シー・フレックス、株式会社ARKS アークス、株式会社ゼファー
- カラオケ音源協力：DAM
- 制作協力：株式会社ディーウォーカー
- デスク：永野智子
- ゼネラルプロデューサー：奥田創史
- 演出：細田翔太郎
- ディレクター：雨宮智史、桒田洪治、野尻由紀子
- プロデューサー：山田健史、山北剛士
- アシスタントプロデューサー：大山明日香
- 制作スタッフ：高野裕基、横山美生、中村智、波多野詩織、木村祐太、中森絢香